# 영구 결번
영구 결번(永久缺番, retired number)은 다시 사용하지 않도록 특별히 빼놓는 번호를 의미한다.
보통 등번호를 사용하는 단체 스포츠 종목에서는 은퇴하거나 운명한 특정 선수를 기리기 위해 그 등번호를 다시 사용하지 않도록 하여 명예의 의미를 지니지만, 치명적인 사고가 난 탈것(항공기, 기차 등)의 번호는 같은 사고가 되풀이되지 않기를 바라는 차원에서 다시 부여하지 않는 것이기 때문에 금기의 의미를 지닌다. 또한 특정 숫자에 대한 부정적인 사회적 인식으로 인해 특정 번호를 부여하지 않기도 한다.
영구 결번 지정 당시에도 같은 번호를 사용하는 선수나 정류장은 그 번호를 사용할 수 있다.

## 교통
항공이나 철도를 비롯한 교통 분야의 영구 결번은 일반적으로 대형사고를 초래한 항공편이나 편성을 결번 처리하는 것을 의미한다. 이는 같은 사고가 반복되지 않기를 바라는 의미에서 금기의 번호가 된다.

### 항공

#### 대한민국
- 대한항공
  - 대한항공 007편 격추 사건
  - 대한항공 801편 추락 사고
- 아시아나항공
  - 아시아나항공 214편 추락 사고
  - 아시아나항공 991편 추락 사고

- 제주항공
  - 제주항공 2216편 활주로 이탈 사고

#### 미국
- 아메리칸 항공
  - 아메리칸 항공 11편 테러 사건
  - 아메리칸 항공 77편 테러 사건
- 유나이티드 항공
  - 유나이티드 항공 93편 테러 사건
  - 유나이티드 항공 175편 테러 사건

#### 일본
- 일본항공
  - 일본항공 123편 추락 사고
  - 일본항공 350편 추락 사고

### 철도
| 기관명       | 노선                | 편성번호 | 운행 기간   | 비고                                  |
| ------------ | ------------------- | -------- | ----------- | ------------------------------------- |
| 대구교통공사 | 대구 도시철도 1호선 | 118      | 1997 ~ 2003 | 중앙로역 참사 이후 영구 결번으로 지정 |
| 대구교통공사 | 대구 도시철도 1호선 | 130      | 1997 ~ 2003 | 중앙로역 참사 이후 영구 결번으로 지정 |

## 문화유산
대한민국의 국보나 보물 등의 국가유산이 위작으로 밝혀지거나, 재평가에 따라 가치가 변하거나, 화재를 비롯한 재난으로 소실되거나, 또는 그밖의 사유로 재지정이 필요한 경우, 국가유산청의 심의를 거쳐 국가유산 지정을 해제할 수 있다. 이 때 공번이 된 번호는 다른 유산으로 대체되지 않고 영구 결번으로 지정된다.